# Agrippina av Slavonien
Agrippina av Slavonia, född 1248, död 1305/09, var en hertiginna av Polen, gift 1265 med hertig Leszek II av Polen. 
Äktenskapet hade arrangerats av Boleslav V av Polen. Agrippina separerade från maken år 1271 med hänvisning till att han var impotent, men Boleslav V tvingade samman paret igen 1274. Under 1285 års revolt mot maken ställdes hon under allmänhetens beskydd i Wawelborgen. Paret flydde till hennes släkt i Ungern under tatarernas anfall 1287. År 1288 gjorde hennes systerson, Böhmens kung, anspråk på Polen med hänvisning till att hon hade varit drottning där. Som änka drog sig Agrippina tillbaka till ett kloster hos sin släkting Kinga av Polen, och vid Kingas död 1292 antog hon titeln abbedissa. Hon bosatte sig i Böhmen år 1301.    